# Chemnitz-Altchemnitz

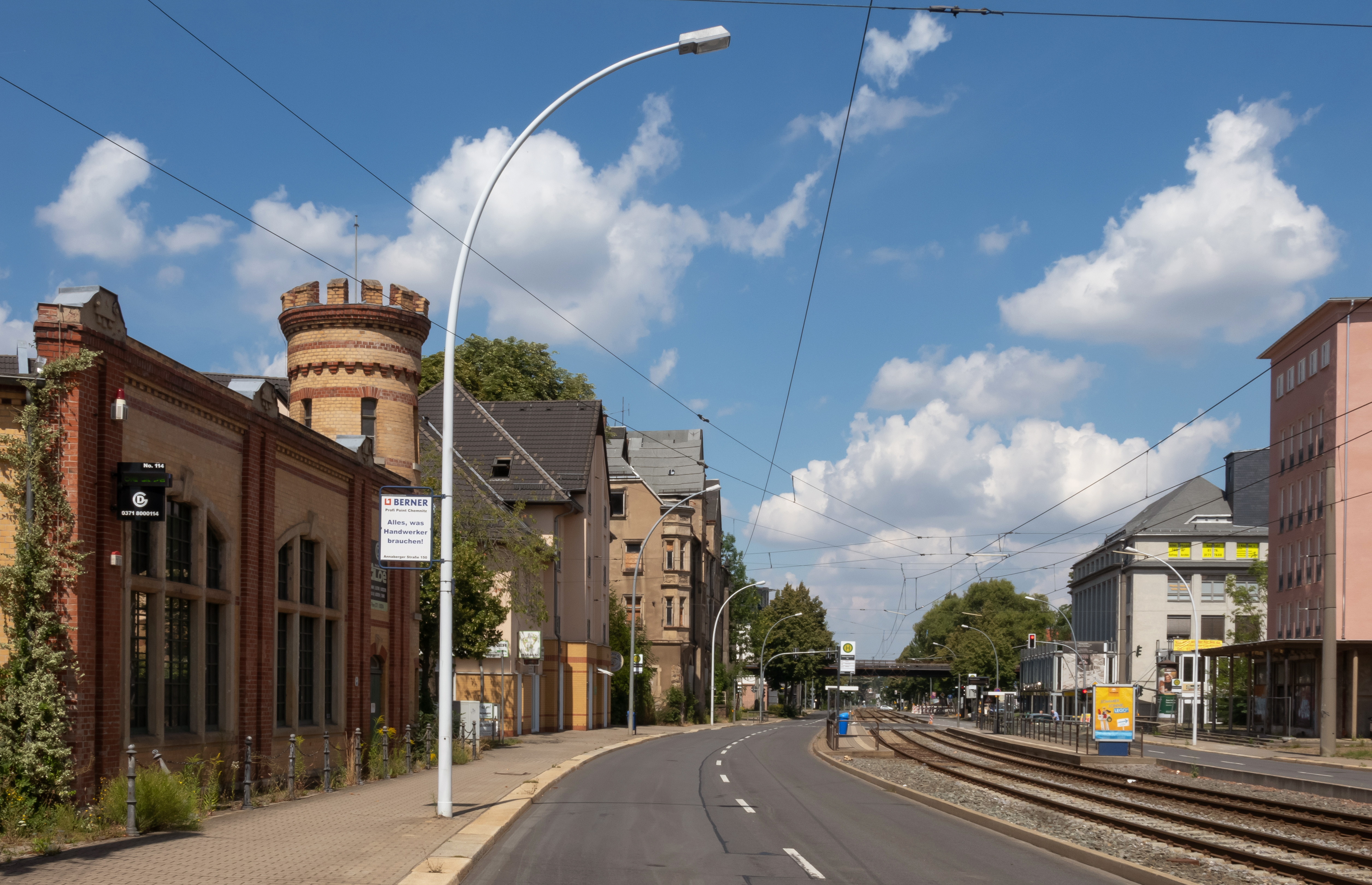
Straßenbild Annabergstraße an der Zaungasse

Altchemnitz ist ein Stadtteil im Süden von Chemnitz. Der Ortsteil wurde am 1. Oktober 1894 eingemeindet.

## Geografie und Verkehr
Im äußersten Süden dieses Stadtteils fließen auf Höhe der Harthauer Straße die Zwönitz und die Würschnitz zum Chemnitzfluss zusammen. An dieser Stelle verbindet eine Brücke die beiden aneinandergrenzenden Stadtteile Altchemnitz und Harthau. Unweit davon befindet sich auch die Endhaltestelle der Straßenbahnlinie 6, auf deren Terrain sich einst die ehemalige Ausflugsgaststätte „Reichels Neue Welt“ befand. Weiterhin befand sich unweit der Endhaltestelle der Straßenbahn der Haltepunkt „Chemnitz-Zwönitzbrücke“ der Bahnstrecke Zwönitz–Chemnitz Süd. Seit 2002 verkehren die Züge der City-Bahn Chemnitz auf den Gleisen der Straßenbahn bis zur Wendestelle Altchemnitz und von hier über ein kurzes neu gebautes Verbindungsstück zur Bahnstrecke Zwönitz–Chemnitz Süd und auf dieser weiter nach Stollberg/Erzgeb. Der Abschnitt Zwönitzbrücke–Chemnitz Süd der vorgenannten Eisenbahnstrecke wird seither nur noch im Güterverkehr sowie für Überführungsfahrten genutzt, jedoch nicht mehr im regelmäßigen Schienenpersonennahverkehr.

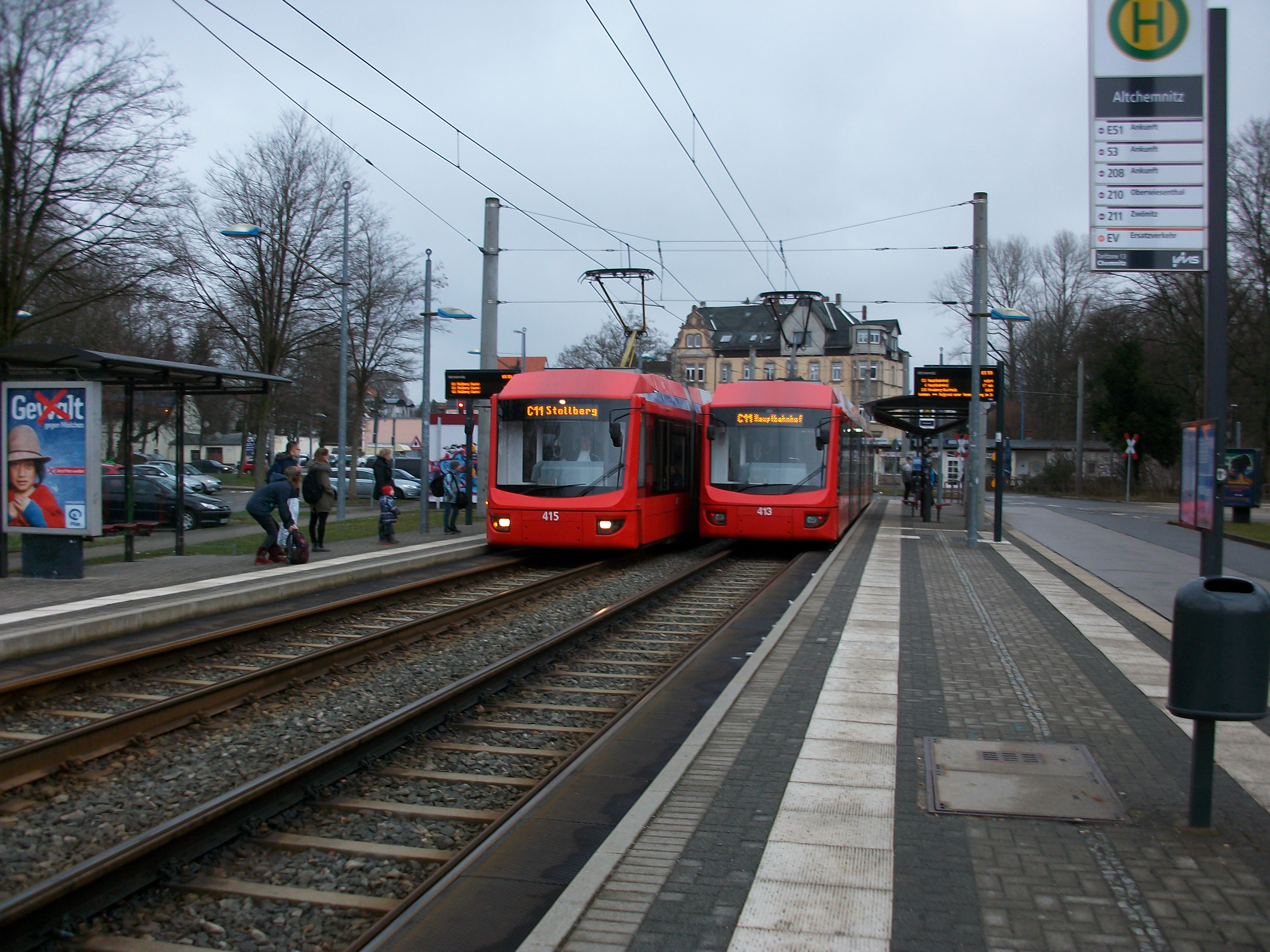
Haltestelle Altchemnitz mit Zugkreuzung City-Bahn (2016)
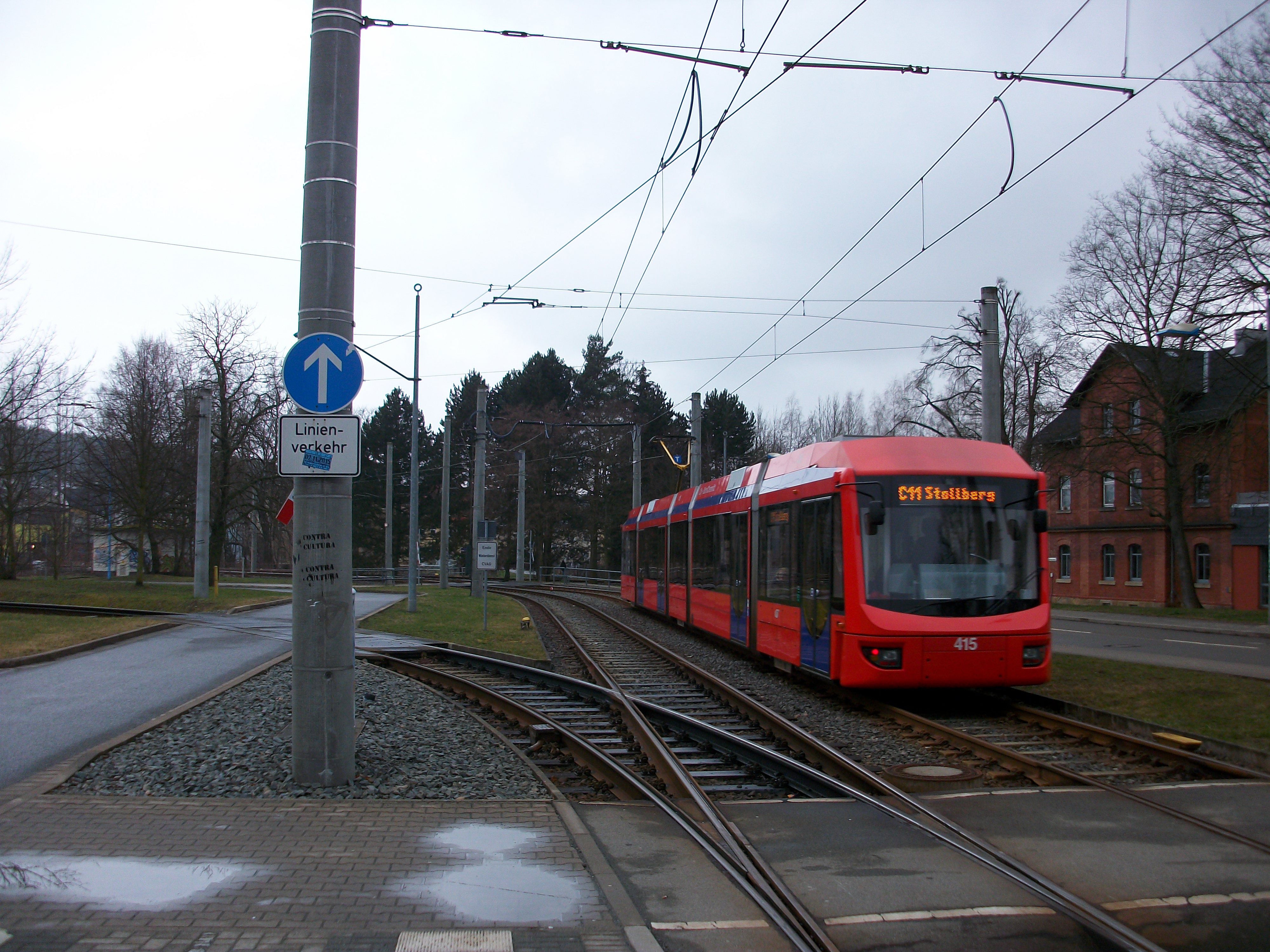
Haltestelle Altchemnitz, City-Bahn nach Stollberg (2016)
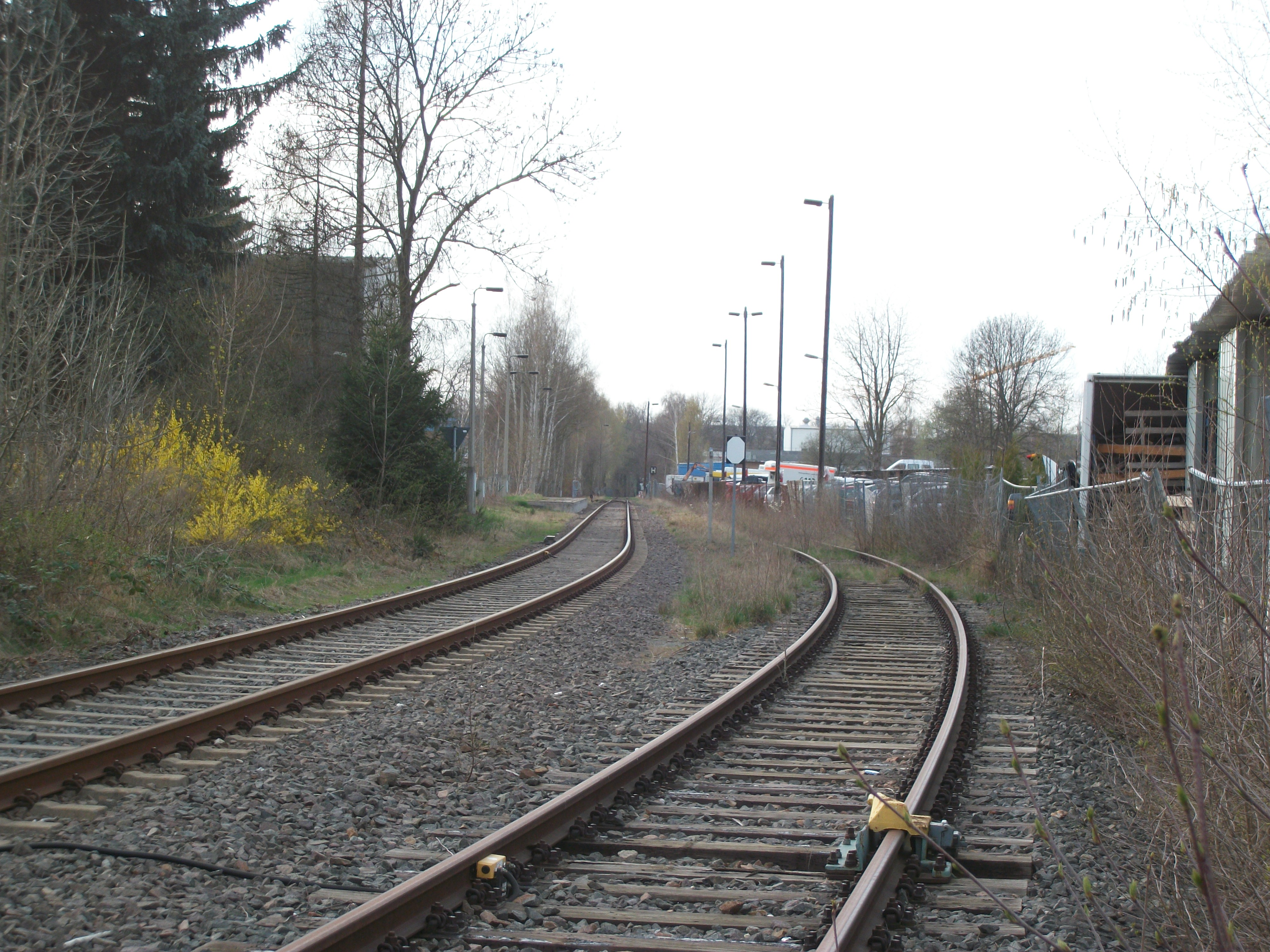
ehem. Bahnhof Chemnitz-Zwönitzbrücke (2016)

Durch Altchemnitz führt die B 95 (Annaberger Straße). Im Westen grenzt der Stadtteil an den Chemnitzfluss. Des Weiteren wird die Altchemnitzer Flur durch das Zentrum im Norden, Bernsdorf, Reichenhain und Erfenschlag im Osten und Harthau im Süden begrenzt. Lässt man den Chemnitzfluss außer Acht, grenzt Altchemnitz außerdem im Westen an die Stadtteile Markersdorf, Helbersdorf und Kapellenberg.

## Geschichte
Altchemnitz wurde als einreihiges Waldhufendorf, schon früh zum Chemnitzer Benediktinerkloster gehörig, um 1200 als „Antiqua Kemnitz“ urkundlich ersterwähnt. Eine weitere Nennung stammt aus dem Jahr 1311 („Alden Kempnitz“). Man bezeichnete den Ort als im Vergleich zur jüngeren Stadt Chemnitz ältere Siedlung. Als erste Siedler gelten Wolfsjäger, deren Anwesen sich in etwa an der heutigen Straßenbahnendhaltestelle 6 befunden haben müssen. Nach der Säkularisation des Chemnitzer Klosters (1548) bestand bis 1831 eine kleine Exklave in Altchemnitz, die statt zum Amt Chemnitz, zu dem nun Altchemnitz gehörte, zum Amt Rochlitz zugehörig war. Schon früh entwickelte sich Altchemnitz zum Industriestandort. Bereits in den 1820er Jahren gab es eine rege Fabriktätigkeit entlang des Chemnitzflusses bis hin zur Stadt Chemnitz. Bis 1884 verschwanden die letzten Bauerngehöfte aus Altchemnitz, dafür entstanden noch größere Fabriken, darunter diejenige des Eisenwahrenherstellers Rowac, die 1920 bezogen wurde. Seit 1900 führt die Chemnitzer Straßenbahn bis in den oberen Ortsteil.

## Wichtige Gebäude

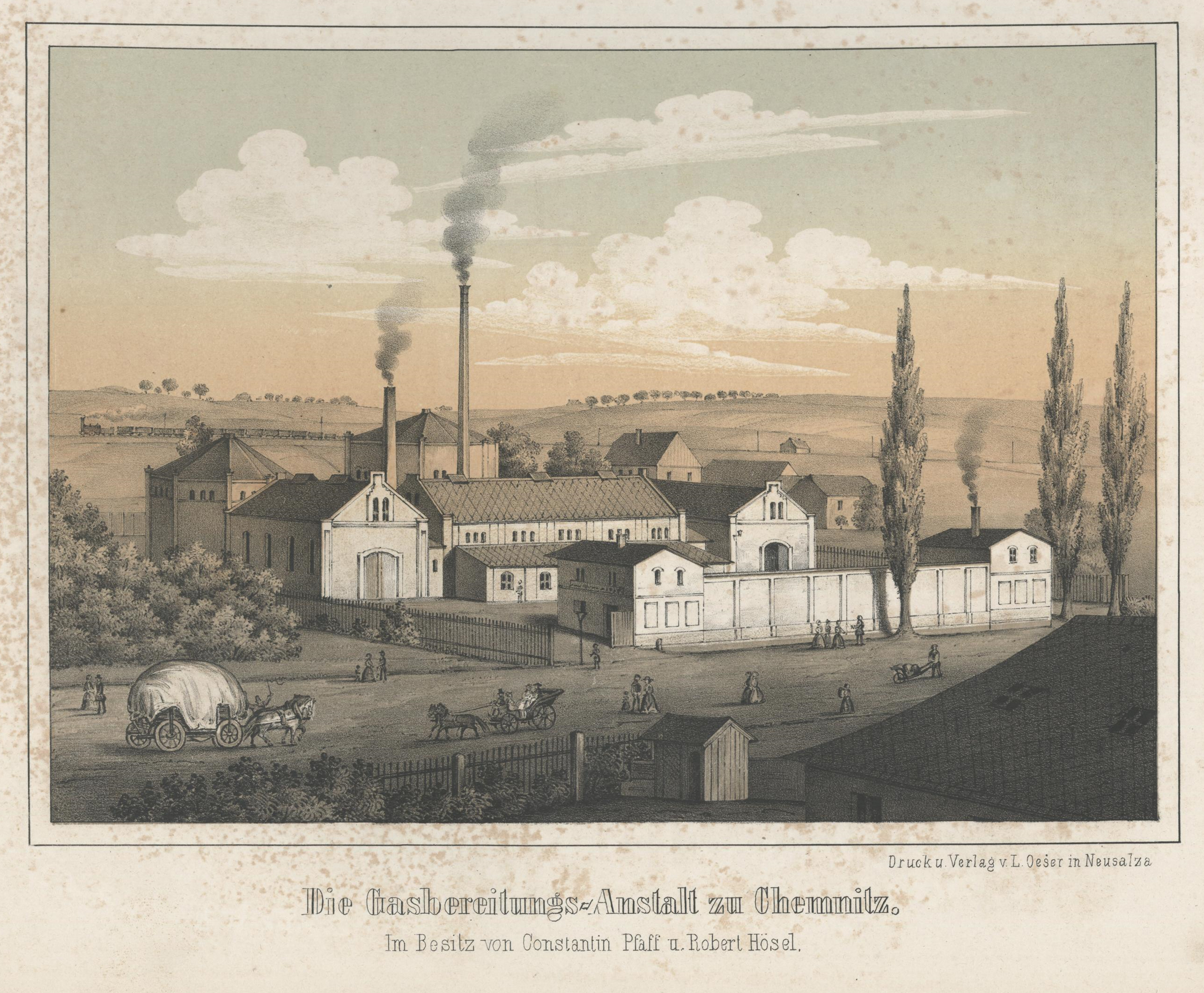
Gasbereitungs-Anstalt zu Chemnitz im Besitz von Constantin Pfaff und Robert Hösel 1856

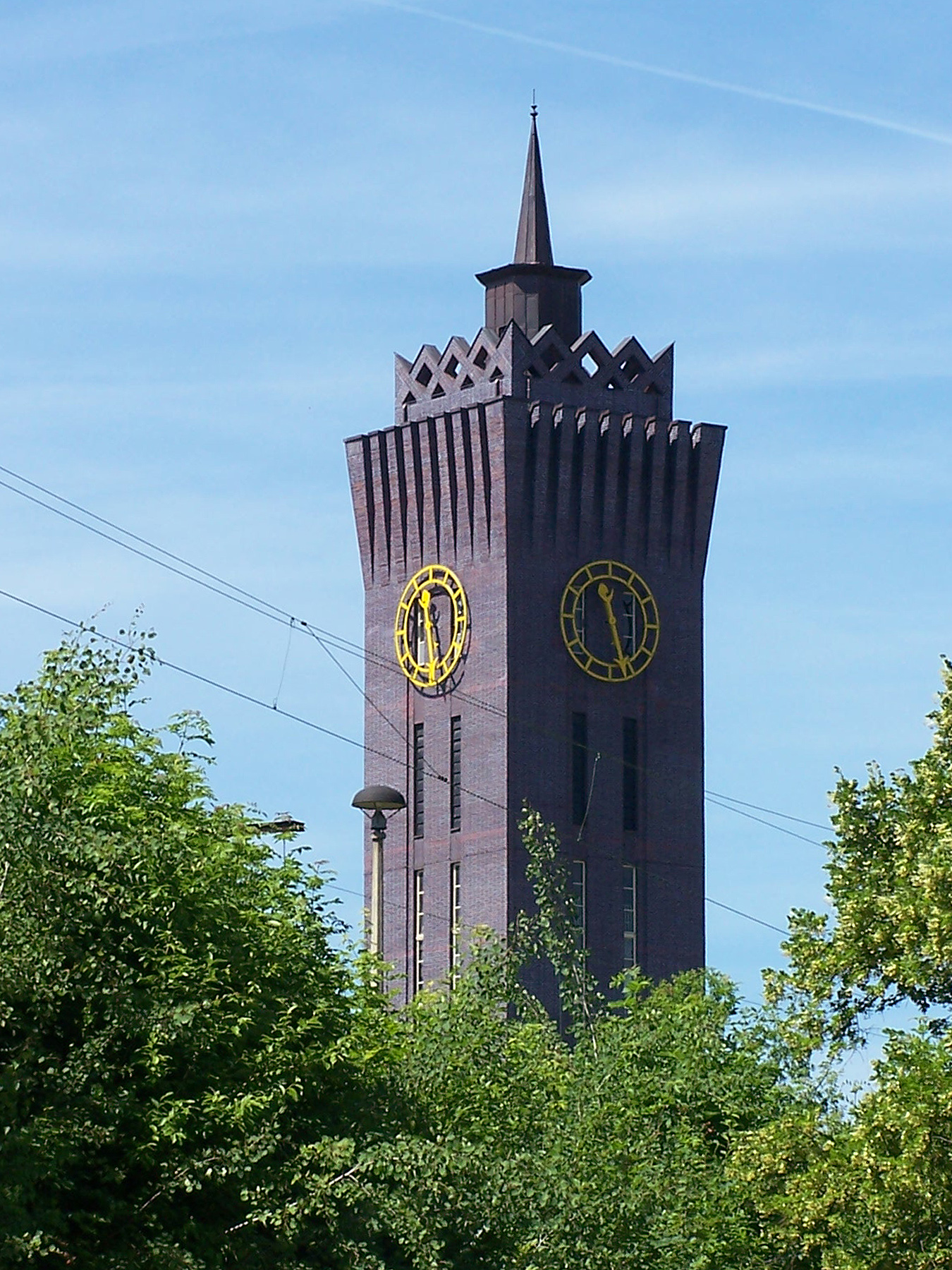
Uhrenturm des Wirkbaus

In Altchemnitz befinden sich u. a. die Landesdirektion Sachsen, das Einkaufszentrum „Altchemnitz-Center“ (ACC, Annaberger Straße), der „Europark“ mit dem Staatsarchiv Chemnitz (Schulstraße), die „Arbeitsagentur“ (Heinrich-Lorenz-Straße) und der „Wirkbau“ (Lothringer Straße) sowie die ehemalige Städtische Gasanstalt (Saydaer Straße, heute Stadtteil Bernsdorf).